# Daniel dos Santos
Daniel Vargas dos Santos (Porto Alegre, 30 de novembro de 1978) é um militar e pentatleta brasileiro. 

## Carreira militar
Formado em ciências militares pela Academia Militar das Agulhas Negras, é oficial de cavalaria.

## Carreira esportiva
Foi vice-campeão sul-americano juvenil de pentatlo moderno. Em 1999 foi campeão sul-americano. Disputou os Jogos Pan-Americanos de 1999 em Winnipeg, e os Jogos Pan-Americanos de 2003 em Santo Domingo. Participou ainda dos mundiais de 1997, 1999, 2000, 2001, 2002, 2003 e 2004.
Daniel dos Santos representou o Brasil no pentatlo dos Jogos Olímpicos de 2004 em Atenas, no qual ficou na 29° posição no individual.  No tiro, a primeira prova do dia, o brasileiro terminou na 31ª posição no geral. Na esgrima, prova que venceu no Campeonato Mundial de 2004, em Moscou, Santos fez a 19ª melhor campanha. Na sequência, completou os 200 m da natação em 2min16s52. O melhor desempenho de Santos foi no hipismo, onde terminou em 10º lugar, passando para 27º no geral. Na última prova, a corrida, ele perdeu duas posições.
Foi sexto lugar nos Jogos Pan-Americanos de Santo Domingo, em 2003.